# Agidel Ufa
Agidel Ufa (russisch Агидель Уфа) ist ein russischer Fraueneishockeyverein aus Ufa, der 2010 gegründet wurde und organisatorisch zu Salawat Julajew Ufa gehört. Der Verein richtet seine Heimspiele im Sportpalast Salawat Julajew aus und gewann 2018 seinen ersten russischen Meistertitel.

## Geschichte
Agidel Ufa wurde im Rahmen des Programms „Entwicklung des Fraueneishockeys in Russland“ gegründet und nach einer der wichtigsten Wasserstraßen der Republik Baschkortostan benannt – dem Fluss Agidel. Die Gründung des Klubs beruht auf einer Vereinbarung zwischen dem Präsidenten der Republik Baschkortostan und dem Vorsitzenden der russischen Eishockeyföderation, Wladislaw Tretjak, die am 31. August 2010 unterzeichnet wurde. Im Laufe des Septembers 2010 wurde das Team gebildet, das zunächst vor allem aus ehemaligen Bandyspielerinnen bestand und am 23. September 2010 den Spielbetrieb in der russischen Meisterschaft der Frauen aufnahm.
Zur Saison 2011/2012 wurde Agidel durch einheimische Spielerinnen und Spielerinnen aus Kanada und der Slowakei verstärkt. Bis zur Mitte der Saison 2015/16 wurde die Mannschaft von Wladimir Malmygin und Sergei Trudakow trainiert. Ab Januar 2016 war Denis Afinogenow Cheftrainer von Agidel und führte sein Team 2018 zum ersten russischen Meistertitel in der Vereinsgeschichte.

## Erfolge
- Russischer Meister: 2018, 2019, 2021, 2023
- Russischer Vizemeister: 2016, 2017, 2020

## Saisonstatistik
Legende zur Saisonstatistik: GP oder Sp = Spiele insgesamt; W oder S = Siege; L oder N = Niederlagen; T oder U = Unentschieden; OTS = Siege nach Verlängerung (Overtime);  OTN oder OL = Overtime-Niederlagen; SOS = Shootout-Siege; SOL oder SON = Shootout-Niederlagen; P oder Pkt = Punkte; Pct % = Siege in %; GF oder T = Tore; GA oder GT = Gegentore

## Bekannte Spielerinnen
- Nicol Lucák Čupková
- Fanni Garát-Gasparics
- Alena Mills
- Anna Alexandrowna Prugowa
- Anna Wassiljewna Schtschukina
- Jekaterina Wjatscheslawowna Smolenzewa
- Jekaterina Jewgenjewna Solowjowa